# مؤيد الفضلاء (كتاب)
مؤيد الفضلاء هو قاموس فارسي أُلف سنة 925 هـ. وقد كتبه محمد لاد دهلوي في العصر الذهبي لكتابة القواميس في الهند. يتكون هذا القاموس من ثلاثة فصول: العربية، والفارسية، والتركية.

## موارد
- قاموس معين الفارسي ، المجلد 1، المقدمة
- مریم شایگان. "نقد المطبوعات الحجرية في ثقافة مؤيد الفضلاء (القسمان العربي والتركي)" . تم استرجاعه في 3 نوفمبر 2015 .